# The Private Life of Plants
The Private Life of Plants je BBC-jeva dokumentarna serija o naravi, ki jo je napisal in predstavil David Attenborough, prvič pa je bila predvajana v Združenem kraljestvu 11. januarja 1995.
Študija o rasti, gibanju, razmnoževanju in preživetju rastlin je bila druga Attenboroughova specializirana raziskava po njegovi glavni trilogiji, ki se je začela z Life on Earth  (Življenjem na Zemlji). Vsaka od šestih 50-minutnih epizod razpravlja o vidikih življenjskega cikla rastline na primerih z vsega sveta.
Serija je nastala v sodelovanju s Turner Broadcasting. Izvršni producent je bil Mike Salisbury, glasbo pa je zložil Richard Grassby-Lewis. Leta 1995 je prejel nagrado George Foster Peabody v kategoriji "Televizija".
Del serije oddaj Življenje Davida Attenborougha, pred njim je bil Life in the Freezer (Življenje v zamrzovalniku, 1993), sledil pa mu je The Life of Birds (Življenje ptic) (1998).

## Ozadje
Serija v veliki meri uporablja fotografiranje s časovnim zamikom, da bi zagotovila vpoglede, ki bi bili sicer skoraj nemogoči. Rastline živijo v drugačni časovni lestvici in čeprav je njihovo življenje zelo zapleteno in pogosto presenetljivo, je večina človeku nevidna, razen če se dogodki, ki se zgodijo v mesecih ali celo letih, prikažejo v nekaj sekundah. Tako kot mnogi tradicionalni dokumentarni filmi o divjih živalih skorajda ne uporablja računalniške animacije. Serija obravnava tudi glive, čeprav, kot je poudarjeno, te ne spadajo v kraljestvo rastlin.
Mehanizmi evolucije se poučujejo pregledno s prikazom prednosti različnih vrst vedenja rastlin v akciji. Prilagoditve so pogosto zapletene, saj postane jasno, da okolje, na katerega se morajo prilagoditi rastline, ne obsega le tal, vode in vremena, temveč tudi druge rastline, glive, žuželke in druge živali ter celo ljudi. Serija prikazuje, da so kooperativne strategije pogosto veliko bolj učinkovite od plenilskih, saj pogosto vodijo do tega, da plen razvije metode samoobrambe – od rastlin, na katerih rastejo trni, do žuželk, ki se naučijo prepoznati mimikrijo. Vendar pa ljudje lahko zaobidejo vsa ta pravila narave, zato Attenborough zaključi s prošnjo za ohranitev rastlin v interesu samoohranitve.
V dokumentarcu Life on Air iz leta 2002 Keith Scholey, vodja BBC-jeve enote za naravoslovje, pripoveduje, da sta se on in njegova ekipa spraševala o ekološki seriji, ki je vključevala rastline, in ugotovila, da je Attenborough razmišljal v istem smislu:
 »Tako smo šli v njegovo hišo in David je, kot vedno, poslušal našo idejo in, veste, prikimal in bil zelo pohvalen glede tega ter rekel, da Pravzaprav sem razmišljal o nečem malo bolj drznem. In seveda, do konca kosila smo se vsi prijavili, da bomo šest ur delali na rastlinah.« 
V istem programu je Attenborough tudi priznal, da je serijo delno zasnoval zato, da bi uresničil dolgoletno ambicijo: obiskati goro Roraima, ki je prikazana v zadnji epizodi.
Attenboroo je vedel, da tema na televiziji prej ni bila poglobljeno obravnavana, in v svoji avtobiografiji Life on Air je povedal, kako se je domislil fotografije s časovnim zamikom, da bi jo ponazoril:
 »Seveda so bili na BBC-jevih sporedih vrtnarski programi, vendar se niso ukvarjali z osnovnimi dejstvi botanike ali razlagali, kako se rastline hranijo, kako se razmnožujejo in razširjajo, kako sklepajo zveze z določenimi živalmi. Razlog je bil preveč očiten. Kako bi lahko zgradil dramatične pripovedi, potrebne za uspešno televizijsko dokumentarno serijo, če so tvoji glavni liki pritrjeni na tla in se komaj premikajo? Ko sem razmišljal o tem, me je nenadoma prešinilo, da se rastline res premikajo in zelo dramatično.«
Fotografiranje s časovnim zamikom na prostem predstavlja edinstven nabor izzivov: zlasti spremenljiva svetloba in temperature lahko povzročijo veliko težav. Da bi na primer posnel zvončke Hyacinthoides non-scripta pod krošnjami bukev, jih je snemalec Richard Kirby pokril z debelim platnenim šotorom, ki je bil osvetljen od znotraj, da je posnemal dnevno svetlobo. Nato je uporabil kamero z nadzorom gibanja, da je dobil sledilni posnetek, ki ga je po vsaki osvetlitvi nekoliko premaknil.

## Epizode
»Sreda zima je in podeželje je tako tiho, da se zdi skoraj brez življenja. Toda ta drevesa, grmovje in trave okoli mene so živi organizmi, tako kot živali. In soočati se morajo z enakimi težavami, kot se soočajo živali vse življenje, če morajo preživeti. Morajo se boriti drug proti drugemu, morajo tekmovati za partnerje, morajo napadati nova ozemlja. Toda razlog, da se le redko zavedamo te drame, je, da rastline seveda živijo v drugačni časovni lestvici.«— Uvodne besede Davida Attenborougha

### "Potovanje"
Prva epizoda, predvajana 11. januarja 1995, govori o tem, kako se lahko rastline premikajo. Robida je agresiven primer: silovito napreduje z ene strani na drugo in ko se ustali na svoji poti, ji le malo stvari lahko stoji na poti. Še hitrejša vrsta je Oenothera deltoides, ki naseljuje kalifornijske peščene sipine. Ko postane njena lokacija izpostavljena, se z veliko hitrostjo premakne na drugo s pomočjo vetra – in prav ta omogoča številnim oblikam vegetacije, da razširjajo svoja semena. Čeprav niso rastline, se tudi spore gliv širijo na podoben način. Ena najuspešnejših (in zapletenih) cvetic za uporabo vetra je regrat, katerega semena potujejo s pomočjo 'padal'. Potrebujejo jih, da prepotujejo kilometre stran od svojih staršev, ki so preveč natlačeni, da bi omogočili nove prihode. Drevesa imajo prednost višine, da svoja semena pošljejo dlje, Populus sect. Aigeiros pa je v tem pogledu strokovnjak. Vlažnost tropskega deževnega gozda povzroča težave pri prenosu, liana vrste Alsomitra macrocarpa pa je rastlina, katere semena so aerodinamična "jadralna letala". Nekatera, kot pri belem javorju, so v obliki "helikopterjev", medtem ko druge, kot je Ecballium, svoja semena sprostijo tako, da "eksplodirajo". Voda je tudi zelo razširjena metoda pogona. Tropski morski fižol Entada gigas ima enega največjih plodov vseh rastlin in ga raznašajo vodni tokovi. Vendar pa večina rastlin uporablja žive kurirje, ne glede na to, ali so psi, ljudje in drugi primati, mravlje ali ptice itd., in v ta namen uporabljajo barvo in vonj, da označijo, kdaj so zrele za obiranje.

### "Rast"
Ta epizoda govori o tem, kako rastline preživijo. Sončna svetloba je ena od bistvenih zahtev, če naj seme vzklije, in Attenborough kot primer poudarja rastlino filodendron (Monstera deliciosa), katere mladi poganjki se usmerijo proti najbližjemu drevesnemu deblu in se nato povzpnejo na vrh gozdne krošnje ter med potjo razvijejo liste. Z uporabo sonca, zraka, vode in nekaj mineralov so listi pravzaprav "tovarne", ki proizvajajo hrano. Nekatere, na primer begonia, pa lahko uspevajo tudi brez veliko svetlobe. Za pridobivanje vlage rastline običajno uporabljajo svoje korenine za raziskovanje pod zemljo. Drevesa črpajo vodo po ceveh, ki tečejo v njihovih deblih, in Attenborough opaža, da lahko beli javor to počne s hitrostjo 450 litrov na uro – v popolni tišini. Preveč padavin lahko zamaši pore na listih in mnogi imajo posebej zasnovane 'žlebove', da se spopadejo s tem. Njihovo največjo grožnjo predstavljajo živali, nekatere pa potrebujejo ekstremne metode obrambe, kot so trn, [[maskirni vzorec|kamuflaža]g ali strup. Nekatere se lahko hitro premikajo, da odvrnejo plenilce: mimosa lahko takoj zloži svoje liste, ko se je dotakneš, muholovka pa žre žuželke tako, da svoje liste zapre okoli plena, ko to sproži. Druga mesojeda rastlina je Sarracenia, ki ujame žuželke, ko padejo v njene cevaste liste. Attenborough obišče Borneo, da bi si ogledal največji vrč od vseh, Nepenthes rajah, katerega pasti vsebujejo do dva litra vode in je znano, da uničujejo majhne glodavce.

### "Cvetenje"
Naslednja epizoda je posvečena načinom razmnoževanja rastlin. Cvetni prah in pestič sta dve komponenti, potrebni za oploditev. Večina rastlin nosi oboje v svojih cvetovih in se zanaša na živali, da prenašajo cvetni prah od ene do pestiča druge. Da bi to naredili, pritegnejo svoje kurirje z barvo, vonjem in nektarjem. Niso le ptice tiste, ki pomagajo pri opraševanju: to počnejo tudi nekateri sesalci in plazilci. Vendar so za opravljanje naloge večinoma rekrutirane žuželke. Nekatere rastlinske vrste so s svojimi obiskovalci vzpostavile ekskluzivne odnose, na primer svišč in njegove spremljevalke lesne čebele (Xylocopa), da bi zagotovil, da se cvetni prah ne zapravlja z oddajo na napačno rožo. Ker je proizvodnja peloda lahko draga v smislu kalorij, ga nekatere rastline, kot so kukavičevke, porabljajo s pollinijem in strateško postavljeno ploščadjo za pristajanje. Druge kukavičevke ne ponujajo nobene nagrade za opraševanje, ampak namesto tega zavajajo svoje goste s posnemanjem njihovih oznak in arome ter tako privabijo samce, da se "parijo" z njimi (psevdokopulacija). Najbolj ekstremna metoda fertilizacije je zaporna metoda, ena rastlina, ki jo uporablja, pa je Helicodiceros muscivorus. Pogosto ga najdemo v bližini kolonij galebov in posnema videz in vonj gnilega mesa. Privlači muhe, ki so prisiljene ostati noč, preden jim dovolijo, da zjutraj odletijo, obremenjene s cvetnim prahom. Končno Attenborough predstavlja največje socvetje na svetu: smrdljivko Amorphophallus titanum.

### "Socialni boj"
Ta epizoda preučuje, kako si rastline bodisi harmonično delijo okolje ali tekmujejo za prevlado v njem. Attenborough poudarja neurje leta 1987 in opustošenje, ki ga je povzročilo. Vendar je bila za nekatere vrste to tista priložnost, za katero so več let mirovale. Prostor, ki ga pustijo izruvana drevesa, kmalu zapolnijo druga, ki se razmeroma hitro premikajo proti svetlobi. Hrast je eden najmočnejših in najdlje živih, druge, manjše rastline v bližini pa morajo počakati do pomladi, da zacveti, preden svetlobo zgoraj ugasnejo listi. Tropski gozdovi so skozi vse leto zeleni, zato je za uspešen vzpon na vrh krošnje potrebna močna sila: ratan je primer, ki ima najdaljše steblo med vsemi rastlinami. Kot pove že njeno ime, figa daviteljica (Ficus aurea) 'duši' svojega gostitelja tako, da raste okoli njega in mu odreže bistveno vodo in svetlobo. Nekateri lahko izkoristijo podrto drevo tako, da poženejo korenine na zdaj vodoravnem deblu in dobijo hranila iz okoliškega mahu in gliv na odmrlem lubju. Eucalyptus regnans zraste tako visoko, da postane regeneracija precejšen problem. Je lahko vnetljiv, zato je njegova rešitev ta, da med gozdnim požarom odvrže seme in se žrtvuje. Zato se zanaša na občasno skorajšnje uničenje svoje okolice, da bi preživel. Attenborough opaža, da katastrofe, kot sta požar in suša, čeprav so bile na začetku škodljive za divje živali, sčasoma omogočijo ponovno rojstvo zapuščenih habitatov.

### "Živeti skupaj"
Epizoda raziskuje zavezništva med živalskim in rastlinskim svetom. Attenborough se potopi v avstralski Veliki koralni greben in primerja nočno hranjenje koral z mikroskopskimi bitji in svojo dnevno prehrano z algami. Nekatere akacije varujejo mravlje, ki bodo branile njihovo zatočišče pred kakršnim koli plenilcem. Poleg namestitve so čuvaji nagrajeni z nektarjem in pri nekaterih vrstah tudi beljakovinami za svoje ličinke. Glive se prehranjujejo z rastlinami, lahko pa tudi zagotovijo osnovno hranilo za sadike (mikoriza). Povezava se v življenju drevesa nikoli ne prekine in četrtina sladkorjev in škroba, ki nastanejo v njegovih listih, se usmeri nazaj k njegovim glivičnim partnerjem. Glive, ki se hranijo z odmrlim lesom, medtem pustijo votlo deblo, kar koristi tudi drevesu. Kukavičevke uživajo podobno pripadnost. Lišaji so produkt razmerja med glivami in fotosintetskim sodelavcem, običajno algami. Rastejo zelo počasi in pokopališče je odlična lokacija za odkrivanje njihove natančne dolgoživosti. Bela omela je parazitska rastlina, ki pridobiva vlago iz gostiteljskega drevesa, medtem ko uporablja lastne liste za proizvodnjo hrane. Njena semena po prebavi ploda odložijo na drugo ptice Zimmerius parvus. Predenica (Cuscuta) je prav tako parazitska, na splošno ima prednost velika kopriva in črpa svojo hrano skozi občasne 'čepe' vzdolž stebla. Raflezija je brez stebla ali listov in izstopi iz svojega gostitelja samo zato, da zacveti – in ustvari največji posamezen cvet: en meter širok.

### "Preživetje"
Zadnja epizoda, predvajana 15. februarja 1995, se ukvarja z rastlinami, ki živijo v sovražnem okolju. Attenborough obišče otok Ellesmere, severno od arktičnega kroga, da bi dokazal, da jih je mogoče najti tudi na kraju, ki ni primeren za življenje. V skalah ali na njih rastejo alge in lišaji, poleti, ko se led stopi, pa so cvetice veliko bolj vidne. Vendar pa morajo ostati blizu tal, da se izognejo mrzlemu vetru. V tasmanskih gorah rastline ohranjajo toploto tako, da zrastejo v 'blazine', ki delujejo kot sončne celice, s kar milijonom posameznih poganjkov, združenih v enega. Druge, kot je lobelija v Mount Kenya, imajo na svojih listih 'krzneni plašč' z gostimi dlakami. Kaktus saguaro v Sonorski puščavi cveti zaradi svoje sposobnosti zadrževanja velikih količin vode, ki je ni mogoče izgubiti skozi liste, ker je nima. Številni prebivalci puščave imajo koristi od pospešenega življenjskega cikla, saj hitro cvetijo v nekaj tednih po padavinah. Nasprotno pa je gora Roraima eno najbolj mokrih krajev na Zemlji. Gre za ogromno peščenjakovo planoto z visokimi slapovi, zato se hranila nenehno izpirajo, in morajo rastline prilagoditi svojo prehrano, če želijo preživeti. Prikazana je mešinka (Utricularia), ki napada bromelije. Prebivalci jezer se morajo spoprijeti z drugimi težavami: tista, ki prevladujejo na gladini, se bodo razmnožila in lokvanjevke (Nymphaeaceae) so primerna ilustracija. Attenborough zaključi serijo s prošnjo za ohranitev rastlinskih vrst.
 »Odkar smo kot vrsta prispeli na ta planet, jih sekamo, izkopavamo, sežigamo in zastrupljamo. Danes to počnemo v večjem obsegu kot kadar koli [...] Uničujemo rastline nam v nevarnost. Ne mi ne katera koli druga žival ne moremo preživeti brez njih. Zdaj je prišel čas, da svojo zeleno dediščino cenimo, ne pa da jo ropamo – kajti brez nje bomo zagotovo propadli.«— David Attenborough, v zaključku

## DVD in knjiga
Serija je na voljo v Združenem kraljestvu za Regiji 2 in 4 kot 2-disk DVD (BBCDVD1235, izdan 1. septembra 2003) in kot del The Life Collection. Dodatni elementi vključujejo promocijski intervju za serijo, ki ga je dal David Attenborough v otroški seriji BBC Blue Peter, in vinjeto 'zakulisje'.
Spremno knjigo, The Private Life of Plants Davida Attenborougha (ISBN 0-563-37023-8), je izdala BBC Books 8. decembra 1994.